# Лізбен (Огайо)
Лізбен (англ. Lisbon) — селище (англ. village) в США, в окрузі Коламбіана штату Огайо. Населення — 2597 осіб (2020).

## Географія
Лізбен розташований за координатами 40°46′31″ пн. ш. 80°45′46″ зх. д. / 40.77528° пн. ш. 80.76278° зх. д. (40.775151, -80.762793).  За даними Бюро перепису населення США в 2010 році селище мало площу 4,37 км², уся площа — суходіл.

## Демографія
Згідно з переписом 2010 року, у селищі мешкала 2821 особа в 1138 домогосподарствах у складі 693 родин. Густота населення становила 645 осіб/км².  Було 1287 помешкань (294/км²).
Расовий склад населення:
| - 97,4 % — білих - 1,1 % — чорних або афроамериканців - 0,2 % — корінних американців - 0,2 % — азіатів |

До двох чи більше рас належало 0,9 %. Частка іспаномовних становила 1,2 % від усіх жителів.
За віковим діапазоном населення розподілялося таким чином: 23,1 % — особи молодші 18 років, 61,4 % — особи у віці 18—64 років, 15,5 % — особи у віці 65 років та старші. Медіана віку мешканця становила 39,6 року. На 100 осіб жіночої статі у селищі припадало 89,7 чоловіків;  на 100 жінок у віці від 18 років та старших — 85,2 чоловіків також старших 18 років.
Середній дохід на одне домашнє господарство  становив 47 870 доларів США (медіана — 39 669), а середній дохід на одну сім'ю — 53 507 доларів (медіана — 47 700). За межею бідності перебувало 27,2 % осіб, у тому числі 36,3 % дітей у віці до 18 років та 14,1 % осіб у віці 65 років та старших.
Цивільне працевлаштоване населення становило 1061 осіб. Основні галузі зайнятості: освіта, охорона здоров'я та соціальна допомога — 26,5 %, виробництво — 20,4 %, мистецтво, розваги та відпочинок — 13,8 %, роздрібна торгівля — 9,7 %.